# Ambiortus dementjevi
Ambiortus dementjevi (амбіортус) — викопний вид птахів, що мешкав у ранньому крейдяному періоду (барем, 136—125 млн років тому). Викопні залишки знайшли на території сучасної Монголії у 1982 році.
Амбіортус — один з найбільш стародавніх відомих представників справжніх віялоохвостих птахів (Ornithurae). Окрім кісток хребта, плечового пояса і крила, у нього зберігся відбиток оперення крильця — окремої групи пір'я на другому пальці крила. Це свідчить про здібності амбіортуса до маневреного вільного польоту. Водночас будова кісток його скелета мозаїчно поєднує архаїчні та просунуті ознаки. Розміри плитки сланцю зі скелетом — 7 × 9 см. Місце зберігання: Палеонтологічний музей ім. Ю. А. Орлова у Москві.